# Europa Cup (mannenhandbal) 1965/66
De European Champions Cup 1965/66 was de zevende editie van de hoogste handbalcompetitie voor clubs in Europa. Het Oost-Duitse SC DHfK Liepzig won voor de eerste keer de European Champions Cup

## Deelnemers
| Tweede ronde    | Tweede ronde         | Tweede ronde        | Tweede ronde       |
| --------------- | -------------------- | ------------------- | ------------------ |
| SC DHfK Leipzig | Frisch Auf Göppingen | IK Fredensborg Oslo | Hafnarfjörður      |
| Zagreb          | SMUC                 | Dukla Praag         | Aarhus             |
| Redbergslids IK | Arsenal Helsinki     | HB Dudelange        | Atlético de Madrid |
| Grasshopper     | Śląsk Wrocław        |                     |                    |
| Eerste ronde    |                      |                     |                    |
| ROC Flémalle    | Operatie '55         | Budapest Honvéd     | FC Porto           |
| Rapid Wien      | VIF Dimitrov Sofia   |                     |                    |

## Voorronde

### Eerste ronde
| Team 1          | Score | Team 2             | 1     | 2     |
| --------------- | ----- | ------------------ | ----- | ----- |
| Budapest Honvéd | 52-31 | VIF Dimitrov Sofia | 32-15 | 20-16 |
| Rapid Wien      | 35-31 | ROC Flémalle       | 15-15 | 20-16 |
| Operatie '55    | 35-32 | FC Porto           | 18-10 | 17-22 |

### Tweede ronde
| Team 1               | Score    | Team 2              | 1       | 2       |
| -------------------- | -------- | ------------------- | ------- | ------- |
| HB Dudelange         | 32 – 65  | SC DHfK Leipzig     | 9 – 27  | 23 – 38 |
| Zagreb               | 47 – 31  | SMUC                | 30 – 16 | 17 – 15 |
| Frisch Auf Göppingen | 17 – 32  | Dukla Praag         | 7 – 11  | 10 – 21 |
| Hafnarfjörður        | 35 – 28  | IK Fredensborg Oslo | 19 – 15 | 16 – 13 |
| Redbergslids IK      | 41 – 34  | Operatie '55        | 21 – 20 | 20 – 14 |
| Śląsk Wrocław        | 41 – 38* | Aarhus              | 27 - 18 | 14 - 20 |
| Grasshopper          | 35 - 23  | Rapid Wien          | 20 - 12 | 15 - 11 |
| Atlético de Madrid   | 31 - 45  | Budapest Honvéd     | 16 - 17 | 15 - 28 |

* - Door bezwaar ingediend door Aarhus heeft het IHF besloten om in plaats van het Poolse Śląsk Wrocław het Deense Aarhus door te laten gaan.

## Hoofdronde

### Kwartfinale
| Team 1          | Score   | Team 2          | 1       | 2       |
| --------------- | ------- | --------------- | ------- | ------- |
| Zagreb          | 29 - 35 | SC DHfK Leipzig | 14 - 18 | 15 - 17 |
| Hafnarfjörður   | 31 - 43 | Dukla Praag     | 15 - 20 | 16 - 23 |
| Aarhus          | 50 - 34 | Redbergslids IK | 24 - 18 | 26 - 16 |
| Budapest Honvéd | 44 - 28 | Grasshopper     | 22 - 15 | 22 - 13 |

### Halve finale
| Team 1          | Score   | Team 2      | 1       | 2       |
| --------------- | ------- | ----------- | ------- | ------- |
| SC DHfK Leipzig | 28 - 22 | Dukla Praag | 15 - 10 | 13 - 12 |
| Budapest Honvéd | 41 - 37 | Aarhus      | 25 - 12 | 16 - 25 |

### Finale
| Datum         | Team 1          | Score   | Team 2          | Locatie           |
| ------------- | --------------- | ------- | --------------- | ----------------- |
| 22 april 1966 | SC DHfK Leipzig | 16 - 14 | Budapest Honvéd | Parijs, Frankrijk |

|                            |
|                            |
| SC DHfK Leipzig 1ste titel |